# Interplanetary Monitoring Platform D
L'Interplanetary Monitoring Platform D, a volte citato anche come Explorer 33 o con l'acronimo IMP D o 'AIMP-1 (Anchored IMP-1), è stato un satellite artificiale messo in orbita dalla NASA nell'ambito del Programma Explorer.
Lanciato il 1º luglio 1966 usando come vettore un razzo Delta-E, avrebbe dovuto posizionarsi su un'orbita lunare, tuttavia gli addetti al controllo della missione, preoccupati dall'eccessiva velocità raggiunta dal satellite e temendo che sfuggisse all'attrazione lunare, preferirono posizionarlo su un'orbita terrestre caratterizzata da un apogeo di 480.763 km e da un perigeo di 265.680 km, che comunque lo portava oltre la distanza Terra-Luna. Terminò la sua vita utile il 21 settembre 1971.

## Principali risultati scientifici
Pur non posizionato sull'orbita originalmente prevista, l'IMP D raggiunse gli obiettivi di ricerca scientifica fissati nello studio del vento solare, del plasma interplanetario e dei raggi X solari. James Van Allen studiò i raggi X e altre particelle cariche tramite i sensori di elettroni e protoni. Il gruppo di lavoro di Joan Feynman riuscì ad individuare la correlazione tra l'intensità del campo magnetico terrestre e la velocità del vento solare in prossimità della Terra.